# 転向
転向（てんこう）とは、今までの方向、方針、進路、職業、好みなどから変えること。また思想や政治的な主張や立場の変更、特に弾圧により共産主義や社会主義の立場を放棄すること。ここでは主に後者について述べる。
また、同義語は「変節」（へんせつ。守ってきた節義を変えること。転向することへの批判的な意味で用いられる）。「変節」した者への批判・非難、あるいは侮蔑的な表現として「変節漢」（へんせつかん）がある。

## 「転向」の語源と意味の変遷
類似する概念として、近世に行われたキリシタンに対する仏教・神道への改宗・棄教の強要があげられる。棄教したキリシタンのことを転びキリシタンと呼ぶ。戦前には、特別高等警察や憲兵、検察などによって硬軟あらゆる手段を使って「主義者」の「過激」思想を放棄させようとするのが国家の思想政策、思想行政であった。その際に、組織からの離脱を心理的に容易にさせるため、「これは変節ではなく、『正しい路線に転じ向かう』のだ」という論法がもちいられた。これが転向の起源である。戦後、思想・良心の自由が保障されるようになってからは「日和った」、「転んだ」などと軽蔑される傾向がある。

## 普遍的な現象として

### 近世以前の日本において
日蓮は密教を評価していた形跡があるが、その後「真言亡国」を唱えた。
安土桃山時代から江戸時代の人物であるハビアンは、禅僧からキリシタンに転向し、さらに反キリスト教に転向した。

### 近代日本思想史上の現象として
近代日本思想史上に広くみられた現象として転向をとらえることもある。例えば、幕末に攘夷を叫んでいた倒幕側の指導者が政権に就くと、一転して欧化政策を取るようになった。思想家でよく知られる例では、加藤弘之が啓蒙主義の天賦人権論から国権主義的な社会進化論に主張を変えたことや、三国干渉に衝撃を受けた徳富蘇峰が平民主義から国家主義に転じたことなどがある。

### 世界史における転向
古代ローマでは共和派が帝政派に変わることがあった。古くは革命家から反革命に転ずる者がいる。例えば、ナポレオン・ボナパルトはその典型である。ナポレオンは元々は革命家のマクシミリアン・ロベスピエールの熱烈な支持者であった。しかし、テルミドールの反動で逮捕された後、帝政派に転向し、世界に名を轟かせる皇帝となった。近代警察機構を築いたジョゼフ・フーシェはロベスピエール支持者から反革命に転じて幾度も政権を渡り歩いて警察権力を振るった点で転向者の典型と呼べる。
16世紀には、宗教改革を行ったマルティン・ルターが、反カトリックの観点から当初は反ユダヤ主義を批判し、ユダヤ人に同情していた。しかし、ユダヤ人のキリスト教への改宗がうまくいかなかったため、ユダヤ人に失望し、一転して強固な反ユダヤ主義に転じ、著書『ユダヤ人と彼らの嘘について』で、ユダヤ人の迫害や奴隷化を主張した。

## 社会主義・共産主義からの転向

### 戦前
ロシア革命やドイツ革命で帝政国家が倒されると、社会主義思想が高揚し、1922年に日本共産党が非合法のうちに結成された。しかし、政府は普通選挙の実施と引き換えに治安維持法（1925年）を制定してこれらの動きに対抗した。第1回普通選挙の後、三・一五事件（1928年）、四・一六事件（1929年）と共産主義者らの一斉検挙がおこなわれた。
1928年の三・一五事件で検挙された水野成夫ら日本共産党労働者派は獄中転向第一号とされた。
1933年6月には日本共産党委員長の佐野学は鍋山貞親とともに獄中から転向声明を出した。どちらも京都学連事件でも指揮をとり、後に思想犯保護観察所をつくる東京地方裁判所検事の平田勲が関わっていた。共通点としてソ連の指導を受けて共産主義・社会主義運動をおこなうのは誤りであり、今後は天皇を尊重した共産主義・社会主義運動をおこなうという内容であった。
この声明は世間や獄中にあった運動家に大きな衝撃を与え、大量転向の動きを加速させた。
1933年9月時点では、治安維持法違反容疑で拘束されている未決被告1370人のうち30%、既決372人のうち36%が転向を表明していた。刑務所別で見ると大阪刑務所は236人中109人、豊多摩刑務所が278人中182人と高い率を示していた。
拷問による転向もあったが、警察官や思想検事に「故郷の両親は泣いているぞ」などと情に訴えられる精神的な方法で説得された者もおり、転向した学生は大学当局や文部省から復学をすすめられ、社会復帰のために司法省に保護されて内務省や特高警察官から就職も斡旋されるなど様々な好条件で懐柔された。しかし、日本共産党などの活動は大衆との結びつきが薄く、インテリ層を中心としたものであったため、活動が大衆の生活や要求と遊離していることに悩み、運動から離れた者も多かった。転向しなかった194名が拷問で殺され、1503人が獄中で病死したとされている。
昭和前期に治安維持法違反容疑で検挙された者は7万人を超えるといわれるが、多くの者が転向の誓約書を書いた。ハインリヒ・ヒムラーは、日本の共産党員が簡単に転向することを知り「ウンデンクバール（考えられない）」と驚いた。最後まで主義を貫いたのは日本共産党でも徳田球一・宮本顕治・袴田里見などごく少数（第二次世界大戦終結後まで残り、法廃止で釈放された者は“人民戦士”と称えられ、党幹部になった）であり、ほとんどの者が共産主義を放棄し、転向した（江田三郎も転向組である。圧迫に耐えかねた偽装転向、仮装転向と称されるものもあった）。
当時の日本で主に国家社会主義への転向者が多かった背景には、統制経済政策に代表されるような全体主義という点では、ソ連型社会主義も国家総動員体制も共通項が存在したためといえる。また、転向したものの中には満洲国に理想の新天地を求めて大陸に渡ったものも多い（満鉄調査部）。もとプロレタリア作家の山田清三郎は満洲で文学運動の一翼を担い、大間知篤三は満州建国大学の教授となった。
1941年、治安維持法が改正され予防拘禁制度が始まった。これは懲役刑を受けている非転向左翼を刑期を終えた後も出所させず、刑務所内の拘禁所に留め置く措置であり、転向を拒否し続けた徳田球一ら共産党関係者が1945年10月まで拘束される契機となった。

#### 転向文学
とくに、文学の分野では転向問題をテーマにした作品が多くかかれ、村山知義の『白夜』、中野重治の『村の家』などが知られ、島木健作の小説『生活の探求』（1937年）は当時、ベストセラーになるほどであった。この中では、農民運動に参加し、検挙されてから実際の運動から離脱して文学の道に向かった島木と、文学者としてプロレタリア文学運動への弾圧によって転向した村山・中野とは位相の差があるのだが、当時はひとしなみに転向文学としてあつかわれた。

#### 海外
ファシズムを創立したベニート・ムッソリーニは、イタリア社会党の左派出身で、当初は共和主義や社会主義の傾向の強いファシスト・マニフェストを掲げた。ナチスも、ヘルマン・エッサーやオットー・シュトラッサーのような社会民主主義者からの転向者が少なからず党内の有力者であり、アドルフ・ヒトラーも政治に関わり始めたのは社会主義革命政府であるバイエルン・ソビエト共和国で評議員になってからである。

#### 転向者のその後
日本共産党員や社会主義者であったが離党し反共主義の立場に転じた人物には、第二次大戦前は佐野学、鍋山貞親、田中清玄、水野成夫、赤松克麿、赤尾敏、吉河光貞などがいる。後に内閣総理大臣を務めた近衛文麿と岸信介は学生時代に社会主義に傾倒するも、その後は反共主義的な政治家となった。
岡崎久彦は、佐野学と鍋山貞親の転向の理由は労働価値説など社会主義理論の根本に対する疑問からではなく、主として天皇制に関するもので、誰も社会主義の根本原則は譲っていないとし、プロレタリア国際主義を批判し、階級より民族国家を重んじた戦前の転向者や無産政党は、ソ連・中国などの社会主義国家自体が歩んだのと同じ道を歩んだだけで、スターリンのもとでのソ連や革命後の中国が正統的な社会主義であると主張しうるのならば、彼らもまた正統的な社会主義者であることを主張しうるし、げんに主張した、としている。
戦後には、佐野や鍋山、平林たい子らのように反共主義の立場を維持したものもいたが、中野重治や佐多稲子らのように過去を反省してふたたび日本社会党や日本共産党に入り、社会進歩の運動に参加した者も多い。逆に、福田正義などのように転向していた過去を隠していたとして批判をうけたものもいる。

### 冷戦期
戦後は共産党運動や学生運動の盛衰により転向者が続出した。林健太郎、渡邉恒雄、香山健一、佐藤誠三郎、伊藤隆、西部邁、下里正樹、藤岡信勝、佐藤勝巳、兵本達吉、萩原遼、篠原常一郎、米長邦雄、テリー伊藤らが転向の事例として挙げられる。明確に反共主義ではないが猪瀬直樹、森田実、長谷川慶太郎、スガ秀実、千坂恭二、吉本隆明など、学生運動や共産党から離れ保守寄りになったという人物は多い。その他、保守論壇とされる中でも長谷川幸洋、末延吉正など自身を元左翼と名乗る人物もいる。安倍晋三に近い田崎史郎、見城徹も転向者である。1960年の安保闘争や平和運動で活躍した社会学者の清水幾太郎が『日本よ国家たれ』（1980年）で日本の核武装化を主張し、人々を驚かせたこともあった。
アジアでは中華民国の蔣経国、大韓民国の朴正煕、南ベトナムのグエン・バン・チューといった冷戦時代の反共主義的な独裁者の一部は共産主義者からの転向者だった。

### 冷戦末期 - 冷戦後
各国の社会主義・共産主義政党は従来は右派扱いされることがあった社会民主主義路線への転換を進めた。中華人民共和国は毛沢東時代末期には親米反ソになっており、さらに鄧小平は改革開放により従来の路線を転換し社会主義市場経済を導入した。東欧の多くやソ連は転換に失敗し東欧革命を迎えた。
日本社会党は社民路線を推し進め党名も社会民主党に改めたが、党勢維持に失敗した。日本共産党では筆坂秀世、兵本達吉、松竹伸幸、有田芳生が離党した。
自民党の小泉内閣で聖域なき構造改革を推し進めた竹中平蔵は高校時代に日本共産党系の日本民主青年同盟に所属しており、小沢一郎の著書『日本改造計画』の執筆にも関与している。同様に清和政策研究会系で後に保守強硬派として名を馳せることになる安倍晋三も、自社さ連立政権では超党派グループ「リベラル政権を創る会」に参加し首班指名選挙では社会党の村山富市に投票している。
共和党のブッシュ政権でアメリカ合衆国の覇権主義と対テロ戦争を推し進めて有名になったネオコンもトロツキストや民主党のリベラルタカ派から転向した者が多いとされており、それ以前の世代でもバリー・ゴールドウォーターやロナルド・レーガンが民主党から共和党に鞍替えしており、ブッシュ政権以降のドナルド・トランプもかつては民主党に属していた。アメリカに対抗してプーチン政権でロシア連邦の覇権主義と新冷戦を推し進めたネオ・ユーラシア主義者はスターリニストからの転向とされ、プーチン自身もかつてはソ連共産党に所属かつ共産主義に魅了された過去を述べている。
このように転向は普遍的かつグローバルに見られる現象といえる。

### 逆転向
かつて軍国主義者とまで呼ばれた小沢一郎は、自民党離党後新進党・自由党で一貫して強固な右派であったが、特に民由合併による民主党入党以降はリベラル・左派に転向している。
ビジネス右翼、ネット右翼や行動する保守の増加に伴い、逆転向したり左派人脈と交流を始めたりした例としては、鈴木邦男、雨宮処凛、古谷経衡、小林よしのりや、雑誌『月刊日本』などがある。
右派から左派への「逆転向」は比較的少数である。左から右へ順転向した外山恒一は、右は「理屈はどうでもいい」という世界でうるさいことをいわないので、居心地が良いのだという。一方外山は冷戦に勝ったはずの米国が1968年的価値観に縛られていくという、国家自体の逆転向を指摘している。